# Furcalita
La furcalita és un mineral de la classe dels fosfats, que pertany al grup de la fosfuranilita. Rep el nom per la composició, que inclou fosfat, uranil i calci.

## Característiques
La furcalita és un fosfat de fórmula química Ca₂(UO₂)₃(PO₄)₂O₂·7H₂O. Va ser aprovada com a espècie vàlida per l'Associació Mineralògica Internacional l'any 1977. Cristal·litza en el sistema ortoròmbic. La seva duresa a l'escala de Mohs és 3.
Segons la classificació de Nickel-Strunz, la furcalita pertany a «08.EC: Uranil fosfats i arsenats, amb relació UO₂:RO₄ = 3:2» juntament amb els següents minerals: françoisita-(Nd), furalumita, upalita, françoisita-(Ce), arsenuranilita, dewindtita, kivuïta, fosfuranilita, yingjiangita, dumontita, hügelita, metavanmeersscheïta, vanmeersscheïta, arsenovanmeersscheïta, althupita, mundita i bergenita.
L'exemplar que va servir per a determinar l'espècie, el que es coneix com a material tipus, es troba conservat al Museu Reial de l'Àfrica Central, a Tervuren, (Bèlgica), amb el número de registre: 13.388.

## Formació i jaciments
Va ser descoberta a la pedrera Streuberg, situada a la localitat de Bergen, dins el districte de Zobes-Bergen (Saxònia, Alemanya). Tot i tractar-se d'una espècie molt poc habitual ha estat descrita en tots els continents del planeta a excepció de l'Antàrtida.